# 松木圭介
松木 圭介（まつき けいすけ、1977年12月10日 - ）は、MBC南日本放送の元アナウンサー。
千葉県千葉市出身。千葉市立稲毛高等学校、鹿児島大学法文学部法政策学科卒業後2001年にMBC入社。
2005年第30回アノンシスト賞スポーツ実況部門優秀賞を受賞。2012年第37回アノンシスト賞スポーツ実況部門最優秀賞を受賞。
入社以降、テレビの情報番組のＭＣ、スポーツ実況・スポーツキャスター、夜のニュース番組のキャスター、ラジオのパーソナリティーなど「生放送」をフィールドとしたアナウンサーとして活動する。また、スポーツの分野ではチームやアスリートへの密着取材を行い、ニュースやドキュメンタリー番組の制作も行う。

## 人物
- 通常のレギュラー番組のほか、青少年よりアマチュア・実業団など鹿児島県内で行われる各種のスポーツ実況でメインキャスターをつとめている。特に高校野球、高校サッカーなどの全国大会では、現地密着取材を行っている。
- 全国大会の現地レポーターになると、その年はかなりの確率で初戦突破、勝ち残って優勝に絡むような名勝負がうまれることが多いというジンクスがある（例：2006年夏の甲子園大会、2008年夏の甲子園、2008年全国高校サッカー等）。
- 2024年3月末に全番組を卒業した。現在は取材をメインに活動している。

## 担当番組
テレビ
- かごしま4（月曜日～水曜日担当）
- スポーツ実況（サッカーＪリーグ・駅伝・陸上競技・ゴルフ・ラグビー・水泳・バスケットボール・バレーボール・ハンドボールなど）
- MBCニュース

ラジオ
- MBCニュース
- mbc50ニュース
- ゆうぐれエクスプレス（木曜日担当）
- スポーツ実況（高校野球・サッカーＪリーグ・駅伝など）

## 過去の担当番組
テレビ
- ズバッと!鹿児島
- 生deココ
- かごしま24

ラジオ
- コンパス
- アナ座ワールド
- ラジ通
- 城山スズメ火曜担当
- 松木スポーツ